# Rinat Dasajev
Rinat Fajsrakhmanovitj Dasajev (på russisk Ринат Файзрахманович Дасаев) (født 13. juni 1957 i Astrakhan) er en russisk/sovjetisk tidligere fodboldspiller, der i 1980'erne tilhørte verdenseliten blandt målmænd. Han blev i 1988 kåret til verdens bedste på sin position. Desuden blev han i 2004 udvalgt til FIFA 100, en kåring af de 125 bedste nulevende fodboldspillere gennem historien.

## Fodboldkarriere

### Klub
Dasajevs karriere strakte sig fra 1976 til 1991. Efter at have indledt karrieren hos Volgar Astrakhan oplevede han sin karrieres største succeser under sit elleve år lange ophold hos storklubben Spartak Moskva. Her var han med til at gøre klubben til sovjetisk mester to gange, i 1979 og 1987. Han afsluttede karrieren hos spanske Sevilla FC.

### Landshold
Dasajev nåede i løbet af sin karriere at spille hele 91 kampe for det sovjetiske landshold, som han spillede for i årene mellem 1979 og 1990. Han var med på det sovjetiske hold ved OL 1980 på hjemmebane i Moskva, som var noget decimeret på grund af den amerikansk-ledede boykot. Sovjetunionen vandt sikkert sin indledende pulje og derpå kvartfinalen mod Kuwait. I semifinalen tabte holdet til DDR med 0-1, men sikrede sig derefter bronze med en 2-0-sejr over Jugoslavien. Tjekkoslovakiet vandt guld efter sejr i finalen over DDR. Dasajev spillede alle kampe under turneringen.
Han repræsenterede sit land ved tre VM-slutrunder i træk, i 1982 i Spanien, 1986 i Mexico og i 1990 i Italien. Desuden var han ved EM i 1988 med til at nå finalen, der dog blev tabt til Holland. Dasajev spillede alle kampe ved EM-slutrunden. I Danmark er han måske især berømt for at være målmand for Sovjetunionen i den berømte kvalifikationskamp i Københavns Idrætspark 5. juni 1985, hvor Danmark vandt 4-2.

## Titler
Sovjetisk mesterskab
- 1979 og 1987 med Spartak Moskva